# Orthocladius insolitus
Orthocladius insolitus är en tvåvingeart som beskrevs av Makarchenko 2006. Orthocladius insolitus ingår i släktet Orthocladius och familjen fjädermyggor. Inga underarter finns listade i Catalogue of Life.